# 平田憲聖
平田 憲聖（ひらた けんせい、2000年11月26日 - ）は、大阪府出身の日本のプロゴルファー。ELECOM所属。

## 経歴
大阪府吹田市出身。ジュニア時代は親族のティーチングプロらに教わって腕を上げ、中学3年時の2015年、大人に交じって『日刊アマ』で優勝し、大阪学院大学高校2年の2017年には『関西アマ』を制した。大阪学院大学へ進学し3年時の2021年には『日本学生』の優勝でサードQTからの出場権を獲得しプロへの挑戦を決意した。サードQTをクリアしてプロ宣言。ファイナルQTでは2位となり、大学生プロとして臨んだ2022年は『日本ゴルフツアー選手権』7位などで1年目からシード入りを果たした。
2023年シード選手として5月の『〜全英への道〜ミズノオープン』で同い年の中島啓太をプレーオフで下して初優勝を飾ると、7月には蟬川泰果らを抑えて『日本プロゴルフ選手権大会』のメジャータイトルを22歳の若さでつかみ取り、賞金ランクは6位に入った。
2024年、7月の『長嶋茂雄招待セガサミーカップゴルフトーナメント』を最終日首位スタートから5バーディ、2ボギーの68でプレーし、通算19アンダーで優勝。ツアー通算3勝目を飾った。8月の『フジサンケイクラシック』は台風10号の影響で36ホールに短縮競技となったが、今季2勝目、ツアー通算4勝目を挙げた。9月、韓日亜共催の『新韓東海オープン』3日目に7打差の22位から出て10バーディ、ボギーなしの「62」を記録して通算16アンダーの首位で最終日を迎える。最終日にオーストラリアのトラビス・スマイスに一度は逆転を許したが、6アンダーの「66」で回り、スマイスに1打差、大会最多アンダータイの通算22アンダーで、2022年の今平周吾以来、史上27人目の2週連続優勝で通算5勝目を挙げる。23歳287日目の通算5勝達成は、石川遼（17歳354日）、松山英樹（21歳279日）に次ぐ歴代3番目の年少記録で、4日間通算「266」打は、自身の最少ストロークを1打更新した。続く「ANAオープンゴルフトーナメント」は44位に終わるが、「パナソニックオープン」では最終日、首位と2打差の2位から出て、7バーディー、ノーボギーの65を記録し、逆転でのツアー通算6勝目を飾る。月間3勝の達成は23年ぶり史上5人目で、23歳301日での年間4勝達成は、前述の通算5勝達成時と同じく石川遼（18歳17日）、松山英樹（21歳279日）に次ぐ歴代3番目の年少記録。賞金ランクトップで最終戦「ゴルフ日本シリーズJTカップ」を迎えたが通算イーブンパーの17位に終わり、3位に入った金谷拓実に逆転され、516万2750円差で初の賞金王戴冠を逃した。

## プロ優勝（6）

### 日本ツアー優勝（6）
| No. | Date          | Tournament                                              | スコア                 | 2位との差  | 2位（タイ）        |
| --- | ------------- | ------------------------------------------------------- | ---------------------- | ---------- | ------------------ |
| 1   | 2023年5月28日 | 〜全英への道〜ミズノオープン                            | −17（67-71-67-66=271） | プレーオフ | 中島啓太           |
| 2   | 2023年6月14日 | 日本プロゴルフ選手権大会                                | −11 (68-69-69-71=277)  | 2打差      | 蟬川泰果           |
| 3   | 2024年7月14日 | 長嶋茂雄Invitational セガサミーカップゴルフトーナメント | −19（66-68-65-68=267） | 3打差      | 前田光史朗 小平智  |
| 4   | 2024年9月1日  | フジサンケイクラシック                                  | −9（68-63=131）        | 2打差      | ショーン・ノリス   |
| 5   | 2024年9月8日  | 新韓東海オープン                                        | –22（71-67-62-66=266） | 1打差      | トラビス・スマイス |
| 6   | 2024年9月22日 | パナソニックオープン                                    | –25（62-68-68-65=263） | 3打差      | 清水大成           |

#### プレーオフ記録（1-0）
| No. | 年     | 大会                         | 対戦相手 | 内容 |
| --- | ------ | ---------------------------- | -------- | --- |
| 1   | 2023年 | 〜全英への道〜ミズノオープン | 中島啓太 | No.18H（552yds/par5）の繰り返し 1H目：中島、平田 共に3オン1パットのバーディ 2H目：中島、平田 共に3オン2パットのパー HL12R4に変更 3H目：中島4オン2パットのボギー、平田3オン1パットのバーディで勝利 |